# Cercina
Cercina es un género de saltamontes perteneciente a la subfamilia Oxyinae de la familia Acrididae. Fue descrito en 1878 por el entomólogo sueco Carl Stål, y se encuentra en Asia, específicamente en el este de India y en Indochina.

## Especies
Las siguientes especies pertenecen al género Cercina:
- Cercina mussoriensis Prasad & Sinha, 1956
- Cercina obtusa Stål, 1878
- Cercina phillipsi Henry, 1933